# Terzo (Piemont)
Terzo (piemontiul: Ters) település Olaszországban, Piemont régióban, Alessandria megyében. Lakosainak száma 822 fő (2023. január 1.). Terzo Acqui Terme, Bistagno, Melazzo és Montabone községekkel határos.

## Népesség
A település lakossága az elmúlt években az alábbi módon változott:
| Lakosok száma | 908  | 883  | 822  |
|               | 2017 | 2018 | 2023 |